# 七仏滅罪真言
七仏滅罪真言とは、中国の真言系、禅宗、浄土宗でよく唱えられる陀羅尼、真言で、十小呪の一つである。文殊菩薩からの問いに釈尊が答えたもので、経典は「大方等陀羅尼經」になる。過去七仏が共に話し、この陀羅尼を唱えたことで、重罪を取り除いたとされる。この七の仏さまは毘婆尸仏、尸棄仏、毘舎浮仏、倶留孫仏、倶那含牟尼仏、迦葉仏、釈迦牟尼仏になる。
七仏滅罪真言のその功徳は罪障を消滅させるとされ、吉祥で平穏無事、物事が順調に行くとされ、後世にも福徳とされている。四重五逆の罪を犯したものは、この陀羅尼を唱えるのが最もよいとされる。

## 参考
- 《七佛滅罪真言》108遍
- Mantra of Seven Buddhas for Eradicating Offenses七仏滅罪真言